# Georg Meissner
Georg Meissner (ur. 19 listopada 1829 w Hanowerze, zm. 30 marca 1905 w Getyndze) – niemiecki anatom. Studiował medycynę na Uniwersytecie w Getyndze, wykładał w Bazylei, Fryburgu Bryzgowijskim i Getyndze.
Meissner jest znany ze swoich mikroskopowych studiów nad anatomią skóry. Jest odkrywcą m.in. ciałek dotykowych, nazwanych jego imieniem.

## Wybrane prace
- Beitraege zur Anatomie und Physiologie der Haut. Leipzig 1853
- Beiträge zur Physiologie des Sehorgans. Leipzig 1854
- Über die Nerven der Darmwand. Z Ration Med N F 8, s. 364–366
- Untersuchungen über den Sauerstoff. Hannover: Hahn, 1863
- Zur Funktion der Knäueldrüsen. [w:] Zwei vergessene arbeiten aus der klassischen Periode der Hautanatomie / von P.G. Unna. Hamburg: Voss, 1889